# بطولة آسيا للرماية 2009
بطولة آسيا للرماية 2009 عُقدت في الدوحة عاصمة قطر في الفترة من 16 ديسمبر إلى 22 ديسمبر 2009. البطولة بمثابة تصفيات للتأهل إلى دورة الألعاب الأولمبية الصيفية للشباب 2010 في سنغافورة.

## ملخص الميداليات

### مسابقات الكبار
| الترتيب                    | الرجال               | الرجال | فريق الرجال | فريق الرجال | السيدات                   | السيدات | فريق السيدات   | فريق السيدات |
| -------------------------- | -------------------- | ------ | ----------- | ----------- | ------------------------- | ------- | -------------- | ------------ |
| البندقية الهوائية 10 أمتار |                      |        |             |             |                           |         |                |              |
| الأول                      | غاغان نارانغ (IND)   | 701.0  | الهند       | 1782        | يو دان (رامي)يو دان (CHN) | 503.2   | الصين          | 1192         |
| الثاني                     | تشو كينان (CHN)      | 700.7  | الصين       | 1779        | يي سيلنغ (CHN)            | 502.9   | الهند          | 1182         |
| الثالث                     | تشاو شينغبو (CHN)    | 698.4  | إيران       | 1764        | ياسمين سر (SIN)           | 498.8   | سنغافورة       | 1182         |
| المسدس الهوائي 10 أمتار    |                      |        |             |             |                           |         |                |              |
| الأول                      | شي شينغ لونغ (CHN)   | 683.5  | الصين       | 1733        | قوه ون جيون (CHN)         | 484.0   | الصين          | 1140         |
| الثاني                     | رشيد يونسميتوف (KAZ) | 681.2  | الهند       | 1722        | تونغ شين (CHN)            | 478.5   | تايبيه الصينية | 1137         |
| الثالث                     | بو كيفنغ (CHN)       | 679.5  | إيران       | 1719        | تيان شيا تشين (TPE)       | 478.4   | الهند          | 1129         |

### مسابقات الشباب
| الترتيب                    | الشباب                  | الشباب | فريق الشباب    | فريق الشباب | الشابات                         | الشابات | فريق الشابات | فريق الشابات |
| -------------------------- | ----------------------- | ------ | -------------- | ----------- | ------------------------------- | ------- | ------------ | ------------ |
| البندقية الهوائية 10 أمتار |                         |        |                |             |                                 |         |              |              |
| الأول                      | يو جيكانغ (CHN)         | 696.1  | تايلاند        | 1747        | وانغ بينغينغ (CHN)              | 501.7   | الهند        | 1175         |
| الثاني                     | بولدباتارين بيشرل (MGL) | 692.7  | إيران          | 1730        | أولزفويباتارين يانجينلكام (MGL) | 498.4   | تايلاند      | 1173         |
| الثالث                     | تشين سينغ (IND)         | 691.5  | قطر            | 1681        | نور عيوني فرحانة (MAS)          | 497.7   | كازاخستان    | 1171         |
| المسدس الهوائي 10 أمتار    |                         |        |                |             |                                 |         |              |              |
| الأول                      | تشانغ بن (CHN)          | 686.1  | الصين          | 1730        | سو يولينغ (CHN)                 | 486.5   | الصين        | 1137         |
| الثاني                     | هو قمين (CHN)           | 676.2  | الهند          | 1697        | يو آي-وين (TPE)                 | 480.7   | تايلاند      | 1120         |
| الثالث                     | إنختايفان دافاخو (MGL)  | 676.1  | كوريا الجنوبية | 1693        | تشانغ منغكسو (CHN)              | 476.7   | إيران        | 1093         |

### مسابقات الناشئين
| الترتيب                    | الناشئين              | الناشئين | فريق الناشئين  | فريق الناشئين | الناشئات          | الناشئات | فريق الناشئات  | فريق الناشئات |
| -------------------------- | --------------------- | -------- | -------------- | ------------- | ----------------- | -------- | -------------- | ------------- |
| البندقية الهوائية 10 أمتار |                       |          |                |               |                   |          |                |               |
| الأول                      | تسنغ يي (CHN)         | 696.4    | الصين          | 1777          | لي يون سيو (KOR)  | 499.3    | كوريا الجنوبية | 1186          |
| الثاني                     | قاو تينغجي (CHN)      | 694.9    | كوريا الجنوبية | 1756          | تشن فانغ (CHN)    | 499.2    | سنغافورة       | 1177          |
| الثالث                     | فو ييهان (CHN)        | 692.0    | سنغافورة       | 1739          | غو دو-وون (KOR)   | 498.8    | الصين          | 1174          |
| المسدس الهوائي 10 أمتار    |                       |          |                |               |                   |          |                |               |
| الأول                      | تشوي داي هان (KOR)    | 676.2    | الصين          | 1700          | كيم جي هاي (KOR)  | 484.4    | الصين          | 1130          |
| الثاني                     | لي دونغ جون (KOR)     | 671.0    | تايبيه الصينية | 1688          | فانغ شيويه (CHN)  | 480.6    | كوريا الجنوبية | 1130          |
| الثالث                     | وانغ ليانغ تشون (TPE) | 666.9    | كازاخستان      | 1663          | كيم جانغ-مي (KOR) | 479.7    | تايلاند        | 1107          |

## جدول الميداليات
الترتيب حسب مسابقات الكبار
| الترتيب | منتخب          | ذهبية | فضية | برونزية | المجموع |
| ------- | -------------- | ----- | ---- | ------- | ------- |
| 1       | الصين          | 6     | 4    | 2       | 12      |
| 2       | الهند          | 2     | 2    | 1       | 5       |
| 3       | تايبيه الصينية | 0     | 1    | 1       | 2       |
| 4       | كازاخستان      | 0     | 1    | 0       | 1       |
| 5       | إيران          | 0     | 0    | 2       | 2       |
| 5       | سنغافورة       | 0     | 0    | 2       | 2       |
| المجموع | المجموع        | 8     | 8    | 8       | 24      |

الترتيب حسب جميع المسابقات: الكبار والشباب والناشئين
| الترتيب | منتخب          | ذهبية | فضية | برونزية | المجموع |
| ------- | -------------- | ----- | ---- | ------- | ------- |
| 1       | الصين          | 16    | 8    | 5       | 29      |
| 2       | كوريا الجنوبية | 4     | 3    | 3       | 10      |
| 3       | الهند          | 3     | 3    | 2       | 8       |
| 4       | تايلاند        | 1     | 2    | 1       | 4       |
| 5       | تايبيه الصينية | 0     | 3    | 2       | 5       |
| 6       | منغوليا        | 0     | 2    | 1       | 3       |
| 7       | إيران          | 0     | 1    | 3       | 4       |
| 7       | سنغافورة       | 0     | 1    | 3       | 4       |
| 9       | كازاخستان      | 0     | 1    | 2       | 3       |
| 10      | ماليزيا        | 0     | 0    | 1       | 1       |
| 10      | قطر            | 0     | 0    | 1       | 1       |
| المجموع | المجموع        | 24    | 24   | 24      | 72      |